# Архагат (эпистат Ливии)
Архагат (др.-греч. Ἀρχάγαθος) — сын царя Сиракуз Агафокла и родственницы Птолемея I Феоксены. Будучи при смерти, Агафокл отправил жену и маленьких детей, включая Архагата, в Египет. На новом месте их приняли к своему двору Птолемеи. При Птолемее II Архагат занимал должность эпистата Ливии. Был женат на Стратонике, которая, возможно, была дочерью македонского царя Деметрия I Полиоркета.

## Происхождение и ранние годы
Сведения об Архагате во многом носят предположительный характер, так как основаны на сопоставлении данных из различных источников. Антиковед Р. Багналл связал информацию из трудов древнеримского историка III века н. э. Юстина и посвящения теменосу Сераписа и Исиды в Александрии, где указаны некий эпистат Ливии Архагат и его жена Стратоника. Согласно версии Р. Багналла Архагат родился на Сицилии в семье царя Сиракуз Агафокла и его третьей жены Феоксены. Если отец Архагата имел незнатное происхождение и добился своего положения сам, то мать Феоксена была родственницей египетского царя Птолемея. Их брак носил династический характер. По одной из версий, Феоксена была дочерью Береники и военачальника армии Александра Македонского Филиппа. После смерти своего супруга Береника переехала в Египет. Там она вышла замуж за Птолемея I. Таким образом Феоксена стала падчерицей фараона и египетской принцессой. Родным братом Феоксены был Магас, правивший в Киренаике в 276—250 годах до н. э., сводным — фараон Птолемей II Филадельф (285—246 годы до н. э.), которым Архагат соответственно приходился близким родственником.
Феоксену выдали замуж за Агафокла около 300 года до н. э. Соответственно, Архагат родился между 300 и 289 годами до н. э.
О ранних годах Архагата ничего не известно. В 289 году до н. э. Агафокл оказался при смерти. Согласно древнеримскому историку III века н. э. Юстину, как только Агафокл заболел, вероятные престолонаследники, не дожидаясь его смерти, начали между собой военные действия. Сын от третьего брака на тот момент был слишком мал, чтобы в такой ситуации претендовать на престол. Престарелый и больной царь осознавал, что кто бы из его родственников не победил — старший внук Архагат или сын от второго брака Агафокл, Феоксена с детьми будут убиты. Поэтому он отправил их к родственникам в Египет, где на тот момент продолжал править Птолемей I Сотер. Агафокл передал им деньги, рабов, а также царские сокровища.
Юстин описывает трогательную сцену прощания Агафокла с женой и детьми: «Жена Агафокла долго упрашивала, чтобы её не разлучали с больным, опасаясь, как бы люди не осудили её наравне с внуком-отцеубийцей, не упрекнули её в том, что, покинув больного мужа, она поступила столь же жестоко, как внук, выступив против деда. Ведь она, выйдя замуж, обещала разделять с мужем не одну только счастливую судьбу, но и любую другую; она охотно подвергнет опасности свою жизнь ради того, чтобы принять последний вздох своего мужа; если она уедет, то никто не заменит её при обряде похорон и не совершит его с подобающим благоговением. Малютки громко плакали, расставаясь с отцом и, обняв его, никак не могли от него оторваться; жена тоже осыпала его поцелуями, больше не надеясь его увидеть; и не менее тяжко было видеть слёзы самого [умирающего] старика. Семья оплакивала умирающего отца, а он — детей-изгнанников. Они говорили о том, что после их отъезда отец, больной старик, остаётся совсем одиноким, а он о том, что их, воспитанных в надежде на царственное положение, он обрекает на нужду. Весь дворец оглашался звуками рыданий тех, кто был свидетелем этой тяжкой разлуки».
Роджер Багналл предположил, что указанный в надписи Архагат является сыном сицилийского царя Агафокла от Феоксены так как:
- имя Архагат более характерно для Сицилии. В семье Агафокла Архагатов было как минимум два;
- дата создания надписи соответствует тому времени, когда сын Агафокла от Феоксены стал взрослым;
- характер надписи свидетельствует о том, что Архагат занимал в Египте высокое положение.

Британский антиковед П. Фрезер посчитал данные аргументы эфемерными («wholly in the air») и недостаточными для отождествления ребёнка Агафокла, которого отправили в Египет и Архагата, занимавшего пост эпистата в Ливии.

## Жизнь в Египте
О жизни Архагата в Египте антиковеды делают выводы из данных эпиграфики. В греко-римском музее Александрии хранится камень с надписью, которая в русском переводе звучит как «Царь Птолемей, сын Птолемея и Береники, спасённый Архагат, сын Агафокла эпистат Ливии и его жена Стратоника теменосу Сераписа и Исиды». На основании этого текста Р. Багналл сделал выводы о том, что Феоксена с детьми благополучно достигла Египта и была принята своими родственниками. Архагат стал приближённым к престолу аристократом. Он, хоть и не занимал руководящих должностей, был назначен эпистатом западных провинций эллинистического Египта. Звание эпистата означало, что Архагата фараон назначил своим уполномоченным в провинции по сбору налогов, контролю ситуации.
Относительно жены Архагата Стратоники существует несколько предположений. Согласно одному из них, посвящение богам от мужа и жены было стандартной практикой того времени, а сама Стратоника ничем не примечательна. По другой, она была дочерью правителя Македонии Деметрия I Полиоркета и Деидамии. В таком случае её брак с Архагатом носил династический характер.